# Phenacogaster wayana
Phenacogaster wayana är en fiskart som beskrevs av Le Bail och Lucena 2010. Phenacogaster wayana ingår i släktet Phenacogaster och familjen Characidae. Inga underarter finns listade i Catalogue of Life.